# Policier référent
Un policier référent est, en France, un agent de police installé au sein d'un établissement scolaire afin d'assurer la sécurité des élèves et du personnel, ainsi que de faciliter la communication entre l'établissement et les forces de l'ordre. Les premiers policiers référents sont apparus en septembre 2010.